# José María Enciso Madolell
José María Enciso Madolell était un colonel espagnol et dirigeant militaire des forces républicaines pendant la guerre civile espagnole.

## Biographie
Il est l'un des fondateurs de l'Union républicaine militaire Antifasciste (UMRA). Durant la guerre civile espagnole il participe à la Bataille de Madrid (1936), sa brigade se bat vers la cité Universitaire.
Le 31 décembre 1936 il commande la 44e Brigade mixte, elle se bat vers l'hôpital clinique de la cité universitaire. Le 27 mars 1937 il quitte le commandement et commande la 4e division durant la bataille de Brunete. En 1938, il est arrêté et fait prisonnier sur le front d'Aragon. Il est fusillé à Saragosse,.